# カイオ・ドゥイリオ (戦艦)
カイオ・デュイリオ、またはカイオ・ドゥイリオ (Caio Duilio) は、イタリア海軍が保有し、第一次世界大戦と第二次世界大戦で運用した弩級戦艦。
カイオ・ドゥイリオ級戦艦のネームシップ。艦名は古代ローマの軍人ガイウス・ドゥイリウスのイタリア語読み。戦間期に大改装を実施し、高速戦艦に生まれ変わった。
同型艦はアンドレア・ドリア (Andrea Doria) 。

## 概要

### 建造
イタリア王国が最初に建造した弩級戦艦は1913年（大正2年）1月中旬に竣工したダンテ・アリギエーリ (Dante Alighieri) である。46口径30.5センチ砲12門（三連装砲塔4基）を備えたが、防御力と主砲の配置に問題があり、コンテ・ディ・カブール級戦艦3隻（カヴール、チェザーレ、レオナルド・ダ・ヴィンチ）の建造に至った。だが副砲の50口径12センチ砲単装速射砲18門では威力不足との指摘があり、改良型の本級2隻（カイオ・ドゥイリオ、アンドレア・ドリア）が建造されるに至った。
本級の建造時、主砲として46口径30.5センチ砲13門を装備し、艦体の中心線に沿って主砲塔が配置されている。艦首から順番に三連装主砲塔と連装主砲塔が並び、艦中央部（煙突と煙突の間）に三連装砲塔1基、艦後部に連装砲塔と三連装砲塔を備える。副砲は45口径15.2センチ砲16門となった。
カイオ・デュリオは1911年度計画艦で、カステラマーレ海軍工廠で建造、1915年（大正4年）5月10日に竣工した。5月23日、イタリア王国は連合国として世界大戦に参戦した（イタリア戦線）。

### 戦間期
1930年代になるとドイッチュラント級装甲艦（通称ポケット戦艦）を端緒として、ヨーロッパで建艦競争が再燃する。フランス海軍はダンケルク級戦艦の建造を開始、イギリス海軍はクイーン・エリザベス級戦艦の大改装を実施、再軍備宣言後のドイツ海軍もシャルンホルスト級戦艦の計画と建造を進めた。
ところがイタリア王立海軍の新世代戦艦（リットリオ級）の建造が遅れていた。イタリア海軍はワシントン海軍軍縮条約で保有を許された主力艦4隻（チェーザレ、カヴール、アンドレア・ドリア、カイオ・ドゥイリオ）に大改装を実施して、欧米列強との戦力差を埋めようとした。
30.5センチ主砲を32センチ砲に拡大、艦体中央の主砲塔を撤去して機関を入れ替えるなど、コンテ・ディ・カブール級戦艦2隻の大規模改造が実施され、続いて本級2隻（ドリア、ドゥイリオ）の改造がはじまる。カヴール級に施された大改造の実績や経験を生かして改造工事が実施された。船体構造は改装カヴール級に準じるが、上部構造物と兵装配置は、同時期に建造中だった新世代戦艦（リットリオ級）と共通点が多い。また副砲もフランス海軍大型駆逐艦を意識して、改装カヴール級の120mm連装砲塔6基から、135mm三連装砲塔4基となっている。

### 第二次世界大戦
カブール級2隻（カブール、チェーザレ）は1940年（昭和15年）6月10日のイタリア王国第二次世界大戦参戦に間に合ったが、本艦の改造完了と再復帰は開戦後となった（地中海攻防戦）。9月と10月にイギリス輸送船団撃滅のために出撃したが、不成功だった（ハッツ作戦、MB5作戦）。
同年11月のタラント空襲で、英空母イラストリアス (HMS Illustrious, R87) より飛来したソードフィッシュが投下した魚雷1本が命中、着底する。浮揚後、曳航されてジェノヴァに移動し、同地で約6ヶ月間におよぶ修理を行った。修理中の1941年（昭和16年）2月、イギリス海軍のH部隊によるジェノヴァ砲撃が行われたが損傷は免れた。同年5月に再就役する。11月下旬、イタリア輸送船団の護衛に従事した。12月、第1次シルテ湾海戦に参加。
この頃になるとイタリアの燃料事情が悪化し、艦齢の古いイタリア戦艦3隻（チェーザレ、ドリア、デュリオ）は1942年（昭和17年）3月までに予備役となった。連合軍機の空襲を避けて各地を転々としたのち、1943年（昭和18年）9月8日のイタリア降伏を迎える。連合国へ引き渡され、英領マルタに移動した。休戦後、練習艦として使用される。平和条約締結後も、イタリアは本級2隻の保有を許された。1956年（昭和31年）9月15日に除籍され、1957年（昭和32年）にラ・スペツィアでスクラップとなった。